# Strzelectwo na Letnich Igrzyskach Olimpijskich 2024 – trap (kobiety)
Konkurs strzelecki kobiet w trapie podczas XXXIII Letnich Igrzysk Olimpijskich w Paryżu odbył się w dniach 30-31 lipca 2024. Do rywalizacji przystąpiło 30 sportowców z 20 krajów. Arena zawodów było Narodowe Centrum Strzelectwa Sportowego w Châteauroux. Mistrzynią olimpijską została Gwatemalka Adriana Ruano, wicemistrzynią Włoszka Silvana Stanco, a brąz zdobyła Australijka Penny Smith.
Był to VII olimpijski konkurs w trapie kobiet.

## Terminarz
godziny zostały podane w czasie CEST
| Data          | Godzina | Runda        |
| ------------- | ------- | ------------ |
| 30 lipca 2024 | 9:00    | Kwalifikacje |
| 31 lipca 2024 | 9:00    | Kwalifikacje |
| 31 lipca 2024 | 15:30   | Finał        |

## Wyniki

### Kwalifikacje
| Pozycja | Zawodnik                    | Kraj              | Serie | Serie | Serie | Serie | Serie | Wynik   | Uwagi |
| Pozycja | Zawodnik                    | Kraj              | 1     | 2     | 3     | 4     | 5     | Wynik   | Uwagi |
| ------- | --------------------------- | ----------------- | ----- | ----- | ----- | ----- | ----- | ------- | ----- |
| 1       | Mar Molné Magriña           | Hiszpania         | 25    | 25    | 25    | 24    | 24    | 123     | Q     |
| 2       | Fátima Gálvez               | Hiszpania         | 24    | 25    | 25    | 25    | 23    | 122+9   | Q     |
| 3       | Adriana Ruano               | Gwatemala         | 25    | 24    | 24    | 24    | 25    | 122+8   | Q     |
| 4       | Silvana Stanco              | Włochy            | 25    | 25    | 23    | 24    | 25    | 122+0+1 | Q     |
| 5       | Wu Cuicui                   | Chiny             | 24    | 23    | 25    | 25    | 25    | 122+0+0 | Q     |
| 6       | Penny Smith                 | Australia         | 23    | 25    | 25    | 23    | 25    | 121+2   | Q     |
| 7       | Zhang Xinqiu                | Chiny             | 24    | 25    | 23    | 25    | 24    | 121+1   |       |
| 8       | Maria Ines Coelho De Barros | Portugalia        | 24    | 24    | 24    | 24    | 25    | 121+0   |       |
| 9       | Jessica Rossi               | Włochy            | 24    | 25    | 23    | 23    | 25    | 120     |       |
| 10      | Mariya Dmitriyenko          | Kazachstan        | 24    | 24    | 25    | 22    | 25    | 120     |       |
| 11      | Kathrin Murche              | Niemcy            | 22    | 25    | 23    | 25    | 24    | 119     |       |
| 12      | Zuzana Rehák-Štefečeková    | Słowacja          | 23    | 24    | 21    | 24    | 25    | 117     |       |
| 13      | Rümeysa Pelin Kaya          | Turcja            | 22    | 25    | 22    | 23    | 25    | 117     |       |
| 14      | Lucy Hall                   | Wielka Brytania   | 25    | 21    | 24    | 23    | 24    | 117     |       |
| 15      | Alessandra Perilli          | San Marino        | 23    | 23    | 23    | 23    | 24    | 116     |       |
| 16      | Ryann Paige Phillips        | Stany Zjednoczone | 24    | 24    | 23    | 21    | 24    | 116     |       |
| 17      | Catherine Skinner           | Australia         | 22    | 23    | 24    | 24    | 23    | 116     |       |
| 18      | Rachel Tozier               | Stany Zjednoczone | 22    | 24    | 25    | 22    | 23    | 115     |       |
| 19      | Ana Waleska Soto Abril      | Gwatemala         | 21    | 24    | 23    | 25    | 22    | 115     |       |
| 20      | Kang Gee-eun                | Korea Południowa  | 22    | 21    | 24    | 23    | 24    | 114     |       |
| 21      | Ray Bassil                  | Liban             | 23    | 25    | 23    | 23    | 20    | 114     |       |
| 22      | Rajeshwari Kumari           | Indie             | 22    | 21    | 25    | 22    | 23    | 113     |       |
| 23      | Shreyasi Singh              | Indie             | 22    | 22    | 24    | 22    | 23    | 113     |       |
| 24      | Lee Bo-na                   | Korea Południowa  | 23    | 23    | 23    | 24    | 20    | 113     |       |
| 25      | Liu Wan-yu                  | Chińskie Tajpej   | 21    | 25    | 25    | 21    | 20    | 112     |       |
| 26      | Lin Yi-chun                 | Chińskie Tajpej   | 25    | 21    | 19    | 21    | 24    | 110     |       |
| 27      | Maggy Ashmawy               | Egipt             | 23    | 21    | 22    | 21    | 23    | 110     |       |
| 28      | Carole Cormenier            | Francja           | 19    | 24    | 24    | 21    | 22    | 110     |       |
| 29      | Melanie Couzy               | Francja           | 19    | 23    | 22    | 22    | 23    | 109     |       |
| 30      | Noora Antikainen            | Finlandia         | 17    | 23    | 22    | 22    | 23    | 107     |       |

### Finał
| Pozycja | Zawodnik          | Kraj      | Serie | Serie | Serie | Serie | Serie | Serie | Uwagi |
| Pozycja | Zawodnik          | Kraj      | 1     | 2     | 3     | 4     | 5     | 6     | Uwagi |
| ------- | ----------------- | --------- | ----- | ----- | ----- | ----- | ----- | ----- | ----- |
| złoto   | Adriana Ruano     | Gwatemala | 23    | 28    | 32    | 37    | 42    | 45    | OR    |
| srebro  | Silvana Stanco    | Włochy    | 20    | 25    | 29    | 33    | 37    | 40    |       |
| brąz    | Penny Smith       | Australia | 20    | 25    | 29    | 32    |       |       |       |
| 4       | Mar Molné Magriña | Hiszpania | 21    | 23    | 27    |       |       |       |       |
| 5       | Fátima Gálvez     | Hiszpania | 18    | 23    |       |       |       |       |       |
| 6       | Wu Cuicui         | Chiny     | 17    |       |       |       |       |       |       |